# Cynorkis kirkii
Cynorkis kirkii är en orkidéart som beskrevs av Robert Allen Rolfe. Cynorkis kirkii ingår i släktet Cynorkis, och familjen orkidéer. Inga underarter finns listade i Catalogue of Life.